# 마틴 프리먼
마틴 존 크리스토퍼 프리먼(영어: Martin John Christopher Freeman, 1971년 9월 8일 ~ )은 잉글랜드의 배우이다. 텔레비전 드라마로는 《오피스》에서 팀 캔터베리 역과 《셜록》에서 존 H. 왓슨 역으로 잘 알려져 있으며, 영화로는 《호빗 삼부작》에서 빌보 배긴스 역으로 잘 알려져 있다.

## 출연 작품

### 영화
- 블랙 팬서: 와칸다 포에버 (Black Panther: Wakanda Forever) (2022) / 에버렛 K.로스
- 블랙 팬서 (Black Panther) (2018) / 에버렛 K.로스
- 위스키 탱고 폭스트롯 (Whiskey Tango Foxtrot) (2016) / 이안 맥켈피
- 캡틴 아메리카: 시빌 워 (Captain America: Civil War) (2016) / 에버렛 K.로스
- 내 인생의 밑바닥 (Midnight of My Life) (2015) / 스티븐 매리어트
- 아이히만 쇼 (The Eichmann Show) (2015) / 밀턴 프룻맨
- 호빗: 다섯 군대 전투 (The Hobbit: The Battle of the Five Armies) (2014) / 빌보 배긴스
- 호빗: 스마우그의 폐허 (The Hobbit: The Desolation of Smaug) (2013) / 빌보 배긴스
- 더 월즈 엔드 (The World's End) (2013) / 올리버 체임벌린
- 호빗: 뜻밖의 여정 (The Hobbit: An Unexpected Journey) (2012) / 빌보 배긴스
- 당신은 몇번째인가요?(What's Your Number?) (2011) / 사이먼
- 와일드 타겟 (Wild Target) (2010) / 딕슨
- 크리스마스 스타 (Nativity!) (2009) / 폴 마든스
- 야경 (Nightwatching) (2007) / 렘브란트
- 굿 나잇 (The Good Night) (2007) / 게리
- 은하수를 여행하는 히치하이커를 위한 안내서 (The Hitchhiker's Guide to the Galaxy) (2005) / 아서 덴트
- 러브 액츄얼리 (Love Actually) (2003) / 존

### 드라마
- 파고 (Fargo) (2014) / 레스터 나이가드
- 셜록 (Sherlock) (2010-) / 존 왓슨
- 오피스 (The Office) (2001-2003) / 팀 캔터베리

### 다큐멘터리
- 자신이 누구라고 생각하십니까? (who do you think you are?)
- 컬쳐쇼: 마틴 프리먼 모타운에 가다 (The Culture Show: Martin Freeman Goes to Motown)

## 수상
- 제66회 영국 아카데미 시상식(BAFTA) TV 남우조연상 (2011)
- 엠파이어 어워드 남우주연상 (2013)
- 제22회 MTV 무비 어워드 최고의 히어로상 (2013)
- 제66회 에미상 미니시리즈 영화 부문 남우조연상 (2014)